# Prominentenblockade
Vom 1. bis 3. September 1983 fanden im Rahmen des Friedencamps der Friedensbewegung Sitzblockaden (auch Raketenblockade genannt) vor dem US-Militärstützpunkt in der Mutlanger Heide statt. Da sich an der Aktion etwa 150 bekannte Persönlichkeiten beteiligten, ist sie auch unter dem Namen Prominentenblockade bekannt.
Zur Sitzdemonstration vor dem US-Airfield in Mutlangen protestierten rund 1000 Menschen gegen die geplante Stationierung von nuklearen Pershing II-Raketen. Unter ihnen waren Schriftsteller, Künstler, Frauen und Männer der Kirche, Politiker, Ärzte, Richter und Staatsanwälte, Hochschullehrer, u. a.
- die Literatur-Nobelpreisträger Heinrich Böll und Günter Grass,
- die SPD-Politiker Erhard Eppler und Oskar Lafontaine (damals Oberbürgermeister von Saarbrücken),[3]
- die Grünen-Politiker Petra Kelly (Mitbegründerin der Partei) und Gert Bastian,
- die Theologen Helmut Gollwitzer und Norbert Greinacher,
- die Schauspieler Barbara Rütting und Dietmar Schönherr und
- der Schriftsteller und Literaturwissenschaftler Walter Jens[4],
- der Zukunftsforscher Robert Jungk[5],
- der Liedermacher und Dichter Wolf Biermann

Organisiert wurde die Prominentenblockade von gewaltfreien Aktionsgruppen und dem Sekretär des Komitees für Grundrechte und Demokratie Klaus Vack. Die dreitägige Blockade wurde geduldet. Es kam zu keinen Räumungen. Erst nach der Stationierung der Pershing II, nach Beschluss des Bundestages vom 22. November 1983, wurden bei dann regelmäßig stattfindenden Blockaden des US-Militärgeländes Blockierer festgenommen und erhielten Anzeigen wegen Nötigung nach § 240 StGB.
Roman Herzog, damals Innenminister von Baden-Württemberg, wird mit der Aussage zitiert: „Ich werde der Weltpresse doch nicht das Schauspiel bieten, den Nobelpreisträger Böll von deutschen Polizisten von der Straße tragen zu lassen.“
Zum Abschluss, dem sogenannten Volkssitzen beteiligten sich etwa 5.000 Menschen und bildeten dann eine 5 km lange Menschenkette bis Schwäbisch Gmünd, wo die Abschlusskundgebung auf dem Marktplatz stattfand. Einzelne prominente Teilnehmer waren zu dem Zeitpunkt bereits zur Blockade des Bitburger US-Luftwaffenstützpunktes gereist, nachdem es dort zur gewaltsamen Auflösung durch die Polizei kam.

## Dokumentation
- SWR: Das Jahr 1983 - So war's im Südwesten, Minute 47–53